# フレベツ岳
フレベツ岳（フレベツだけ）は、北海道の釧路市にある標高1097.4mの山である。山頂には三等三角点「風烈岳」が設置されている。

## 概要
阿寒岳を構成する山の一つであり、雌阿寒岳から東に伸びる尾根上に位置する。複数の火山からなる複式火山であり、阿寒川右岸に見られる角の沢溶岩円頂丘が崩壊を起こした後に931m峰・950m峰（現在の白湯山）・フレベツ岳の3つの成層火山によって形成された。
山名は阿寒川支流の白水川に流れでるフレベツ川に由来し、アイヌ語の「フレ・ペツ（赤・川）」が語源である。

## 登山
登山道は存在しないため主に残雪期に登られる。阿寒町阿寒湖温泉から白湯山とフレベツ岳とのコルへ登り、そこから尾根伝いに山頂を目指すのがメインルートである。